# 破廉ケンチ
破廉 ケンチ（はれん けんち、1951年9月19日 - ）は、日本のフォーク、ロックミュージシャン。本名 桶田賢一。RCサクセション時代の愛称は「ケンちゃん」。

## 人物
九州出身。中学時代に国分寺市立第三中学校に転校し、忌野清志郎、小林和生らと出会う。1966年に忌野、小林と共にバンド「ザ・クローバー」を結成。ザ・クローバーは後の1968年にRCサクセションとなる。主にアコースティック・ギター（リード）を担当。コンサートでの毒舌は忌野と双璧をなしていた。RCのセカンドアルバム「楽しい夕に」には彼の数少ないソロ・ヴォーカル曲「忙しすぎたから」が収録されている。
RCの不遇時代には福生で三浦友和と同居していた。次第にバンドがそれまでのアコースティックサウンドから、エレクトリック・ギターを前面に押し出したサウンドへと移行する中、1976年頃にはエレキに上手く順応することができないことなどから鬱状態となり、アルバム『シングル・マン』リリース後、RCを脱退した。その後は加藤和彦のマネージャーを経て（山本コウタローの著作による）、現在は株式会社ポリスターに音楽プロデューサーとして在籍。また、フリッパーズ・ギターのマネージャーを一時期務めていた。
2002年11月発行の『ロック画報10 特集RCサクセションに捧ぐ』にて、久々に忌野と対談。